# Filologi
Filologi (från grekiskans φιλολογία, philología - "kärlek till ord") är en forskningsinriktning inom historisk språkvetenskap och en metod inom humanvetenskaperna. Filologi är textanalys och språkforskning som syftar till förståelse av skrivkonst och kulturhistoriska förhållanden – till skillnad från lingvistik, som innebär en analys av språket och dess struktur.  

## Olika definitioner
Ordet filologi har ingen entydig definition. Det används olika av olika forskare och inom olika forskningstraditioner, och ges också skilda definitioner i olika länder. Inom de anglosaxiska och fransktalande akademiska världarna har filologin fortfarande kvar sin klassiska betydelse historisk språkanalys, medan filologin i de germanska och slaviska akademiska världarna inräknar även litterära verk samt kritik av dessa.

## Termens uppkomst
Betydelsen har gradvis förändrats under tidens gång. Ursprungligen betraktades den vara liktydig med strävan efter en vetenskaplig och allmän litterär bildning. Denna betydelse hade ordet ända tills humanismens bildningsideal tog över, och fram till dess enbart som en studie av den antika grekisk-romerska kulturen eller den klassiska litteraturen och de två språk, på vilka denna fanns tillgänglig. Vad som nu kallas klassisk filologi, betecknades då enbart som filologi, en betydelse i vilken ordet ännu stundom används. Under senare hälften av 1700-talet påbörjades ett mer vetenskapligt sätt att studera de moderna folkens kulturliv. Till detta inrycktes även det äldre studiet av antiken under den generellare benämningen filologi.

## Grenar
Allteftersom har forskning utvecklats inom olika grenar för olika språk och kulturella grenar: 
- klassisk filologi
- germansk filologi (germanistik)
- nordisk filologi (nordistik)
- semitisk filologi
- iransk filologi
- och så vidare.

Vissa grenar betecknas dock vanligen med andra termer: assyriologi är liktydigt med assyrisk filologi, egyptologi med egyptisk filologi och så vidare; germanistik används ibland i stället för germansk filologi. Vissa gånger betecknas även forskningen rörande enstaka författare som filologi, till exempel Goethe-, Shakespeare-filologi.
Filologi i bemärkelsen tolkning av skriftliga dokument, har också använts utanför litteraturområdet. Studium och analys av äldre musikaliska källor benämns ibland musikalisk filologi.

## Filologins omfattning
Efter omfattade forskning inom olika språk och kulturella rörelser, föddes ett behov av en generaliserande vetenskap med vilken man skulle kunde jämföra de olika språkens och kulturernas historiska uppkomst, och införa allmänna begrepp till dessa.
Filologi i inskränkt bemärkelse blir därmed en underavdelning av vetenskapen om den mänskliga kulturen. Det torde emellertid vara omöjligt att tillfredsställande definiera filologi eller avgränsa den mot andra kulturgrenar, då termen från början ej var skarpt begränsad, sedermera har den förskjutits högst väsentligt. På många håll gör man filologi liktydigt med språkvetenskap, medan andra sätter dessa båda som varandras motsatser. Numera anses filologi som sammanfattningen av språk- och litteraturvetenskapen, med lingvistik
och litteraturhistoria, folkloristik, mytologi med mera som särskilt differentierade discipliner. Som centrum betraktas då studiet av litteraturen, varvid textkritik och interpretation är de båda huvudgrenarna. I fråga om äldre kulturstadier är förbindelsen mellan språk- och litteraturstudiet trängre och nödvändigare än i fråga om yngre perioder, då källor allmänt sett är rikare och pålitligare. Det har framhållits att samarbete är nödvändigt; lingvisten kan inte umbära de skriftliga källorna, vilkas tolkning ej är möjlig utan litteraturhistorisk metod; medan litteraturhistorikern å sin sida måste förlita sig till filologen för grundläggande textbehandling, för kännedomen om den allmänna beskaffenheten av en tids språkbruk och fastställandet av det individuella språket, stilen, som är föremål för stilistiken.